# Oreogrammitis sinohirtella
Oreogrammitis sinohirtella är en stensöteväxtart som beskrevs av Barbara S. Parris. Oreogrammitis sinohirtella ingår i släktet Oreogrammitis och familjen Polypodiaceae. Inga underarter finns listade.